# Kodeks 061
Kodeks 061 (Gregory-Aland no. 061) – grecki kodeks uncjalny Nowego Testamentu, paleograficznie datowany na V wiek. Kodeks stanowiony jest przez 2 pergaminowe karty (14 na 12 cm), z tekstem 1 Listu do Tymoteusza 3,15-16; 4,1-3; 6,2-8. Tekst jest jedną kolumną na stronę, 19 linijek w kolumnie. Obie karty są uszkodzone .
Grecki tekst kodeksu przekazuje Tekst bizantyjski, z pewną liczbą nigdzie niespotykanych wariantów tekstowych. Kurt Aland zaklasyfikował go do Kategorii V.
Gregory datował go na IV-VI wiek.
Na listę rękopisów Nowego Testamentu wprowadził go Gregory. Początkowo był oznaczany przy pomocy siglum Ta. W 1908 roku Gregory nadał mu siglum 061.
Kodeks 061 jest cytowany w aparacie krytycznym wydań greckiego NT UBS-u (4-te wydanie), ale nie w wydaniach Novum Testamentum Graece Nestle-Alanda (NA27). W 1 Tymoteusza 3,16 przekazuje niepowtarzalny wariant ᾧ (któremu).
Obecnie kodeks przechowywany jest w Luwrze (Ms. E 7332) w Paryżu .